# Atelier-musée de l'imprimerie
L'Atelier-Musée de l'Imprimerie est un musée consacré à l'histoire de l'imprimerie, situé au Malesherbois et ouvert en 2018. Son fonds patrimonial est principalement issu de la collection de presses et de machines réunie par Serge Pozzoli, reprise après sa mort par Jean-Paul Maury,. Le musée, qui a nécessité un investissement initial de 6 millions d'euros, est géré par l'association Artegraf, qui rassemble des professionnels de l’imprimerie et des arts graphiques.
Outre près de 150 machines à imprimer (presses, monotypes, linotypes, etc), le musée conserve des ouvrages anciens, ainsi que du matériel de lithographie, de façonnage et de reliure. Avec une surface de 5 000 m², dont 1 000 m² consacrés aux expositions temporaires, il constitue le plus grand musée d'imprimerie d'Europe.
Lors de sa première année d'existence, l'Atelier-musée a accueilli 28 400 visiteurs.
En 2020, la première exposition temporaire du musée est dédiée à l'univers des disques vinyles,.
En janvier 2023, il obtient le label « Musée de France »,.